# Karl Becker (General)

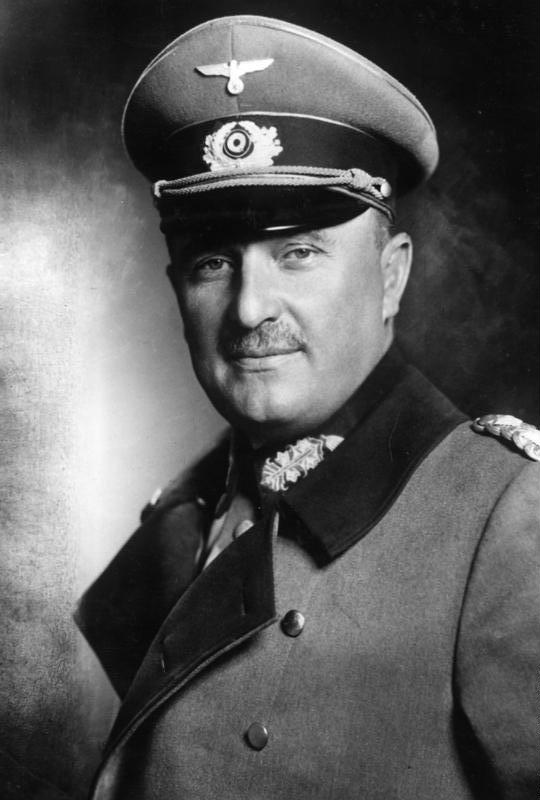
Karl Becker (1937)

Karl Becker (* 14. September 1879 in Speyer; † 8. April 1940 in Berlin) war ein deutscher General der Artillerie, Ballistiker und Militärwissenschaftler, Hochschullehrer und Wissenschaftspolitiker. Karl Becker „war in der Verbindung als Soldat, Wissenschaftler und Forscher eine einmalige Erscheinung“.

## Leben
Becker absolvierte das humanistische Gymnasium seiner Heimatstadt und trat im Anschluss daran am 16. Juli 1898 als Fahnenjunker in das 2. Fußartillerie-Regiment der Bayerischen Armee ein. Am 8. Februar 1899 zum Fähnrich ernannt, wurde er vom 1. März 1899 bis 20. Januar 1900 zur Kriegsschule München kommandiert. Als Leutnant (seit 7. März 1900) wurde er vom 1. Oktober 1901 bis 3. April 1903 zur Artillerie- und Ingenieur-Schule kommandiert.
Nach Rückkehr zu seiner Stammeinheit erfolgte ab 1. September 1905 die Verwendung als Adjutant des II. Bataillons.  Man kommandierte ihn dann vom 1. Oktober 1906 bis 15. Juli 1909 zum Studium an die Militärtechnische Akademie. Nach Abschluss des Studiums war er dort ab 1. Oktober 1909 Hilfslehrer und von 1909 bis 1911 Assistent des Laborleiters Carl Cranz. Hier wurde er am 7. März 1910 zum Oberleutnant befördert. Als solcher war Becker ab 1911 Assistent bei der Artillerie-Prüfungskommission der Preußischen Armee. Am 13. November 1913 erfolgte sein Übertritt in die Preußische Armee, am 27. Januar 1914 die Beförderung zum Hauptmann.
Nach Ausbruch des Ersten Weltkriegs befehligte Becker als Batteriechef die mit 42-cm-Geschützen ausgerüstete Kurze Marine-Kanonen-Batterie 2 bei der Belagerung von Antwerpen. 1916 wurde er als Referent zur Artillerie-Prüfungskommission versetzt. Mit Kriegsende wurde diese aufgelöst und Becker nahm 1919 ein Studium der Chemie an der Technischen Hochschule in Berlin-Charlottenburg auf. 1922 wurde er dort zum Dr.-Ingenieur promoviert.
Als Nachfolgeinstitution der Artillerie-Prüfungskommission richtete die Reichswehr im November 1919 eine „Inspektion für Waffen und Gerät“ ein. 1922 wurde daraus das Heereswaffenamt (HWA). Dort leitete Becker ab 1926 die Abteilung Ballistik und Munition. 1932 wurde er Leiter des Prüfwesens des HWA und in dieser Funktion am 1. Februar 1933 zum Generalmajor, am 1. Oktober 1934 zum Generalleutnant und schließlich am 1. Oktober 1936 zum General der Artillerie befördert. Am 1. März 1938 übernahm Becker als Nachfolger von Kurt Liese die Leitung des Heereswaffenamtes.
Parallel zu seiner militärischen Laufbahn setzte Becker seine wissenschaftliche Laufbahn fort. Er wurde 1932 vom preußischen Kultusminister zum Honorarprofessor für den Bereich Wehrwissenschaft an der Friedrich-Wilhelms-Universität ernannt. Nach der „Machtergreifung“ der Nationalsozialisten erhielt er ab dem 3. März 1933 eine ordentliche Professur für allgemeine Heerestechnik an der TH Charlottenburg und wurde gleichzeitig zum Dekan der Fakultät für Allgemeine Technologie (ab 1935 Wehrtechnische Fakultät) berufen, wo er auch den neu geschaffenen Lehrstuhl für Technische Physik übernahm.
1933 wurde Becker zum Senator der Kaiser-Wilhelm-Gesellschaft und 1937 zum ersten Präsidenten des Reichsforschungsrates ernannt. Seit 1935 war er ordentliches Mitglied der Preußischen Akademie der Wissenschaften.
Becker forcierte als Leiter der Forschungsstelle des Heereswaffenamtes seit 1929 die deutsche Raketenforschung. Als Ergebnis des 1931 maßgeblich von Becker entwickelten deutschen Raketenprogramms entstand 1932 der Prototyp der Flüssigkeitsrakete Mirak 3. Becker gehörte 1936 zu den Gründern der Heeresversuchsanstalt Peenemünde.
Am 8. April 1940 beging Becker Suizid, nachdem ihm vorgeworfen worden war, für Munitionsengpässe verantwortlich gewesen zu sein. Die NS-Propaganda sprach von einem angeblichen „Herzschlag“ als Todesursache. Er wurde am 12. April nach einer Trauerfeier auf dem Platz vor der Technischen Hochschule mit einem Staatsbegräbnis geehrt. Hitler nahm persönlich teil; anschließend erfolgte die Beisetzung auf dem Invalidenfriedhof.
Am 26. Juli 1905 hatte Becker in München Katherina Hoppe geheiratet, die Tochter eines Direktors der Deutschen Bank. Das Ehepaar hatte zwei Söhne.

## Auszeichnungen
- 1914: Eisernes Kreuz II. und I. Klasse[9]
- Bayerischer Militärverdienstorden IV. Klasse mit Schwertern[9]
- 1928: Ehrendoktor der Universität Königsberg[10]
- 1937: Grashof-Denkmünze des Vereins Deutscher Ingenieure[11]
- 1937: Ehrensenator der Technischen Hochschule Berlin
- 1939: Goethe-Medaille für Kunst und Wissenschaft[1] (Verleihung Ende März 1940)[12]